# Gastón Sangoy
Gastón Maximiliano Sangoy est un footballeur argentin, né le 5 octobre 1984 à Paraná en Argentine. Il évolue au poste d'attaquant.

## Carrière
- 2002-2005 :  CA Boca Juniors
- 2005 :  Ajax Amsterdam (prêt)
- 2006 :  Universitario Deportes
- 2006 :  CD Los Millonarios (prêt)
- 2007 :  Hapoel Ashkelon FC (prêt)
- 2007-2010 :  Apollon Limassol
- 2010-2013 :  Sporting de Gijón
- 2013-2015 :  Apollon Limassol
- 2015 :  Al-Wakrah SC
- 2016 :  Arka Gdynia
- 2016- :  Mumbai City FC[1]

## Palmarès
- Apollon Limassol
  - Vainqueur de la Coupe de Chypre en 2010
  - Meilleur buteur du championnat de Chypre en 2010 avec 26 buts